# Academia Lauretana
La Academia Lauretana fue la primera institución cultural fundada en Arequipa tras la independencia del Perú, y la primera laica. Fue el centro cultural de la ciudad, y desde ella se impulsó la creación en 1828 de la Universidad, que nació con el nombre de Universidad Nacional del Gran Padre San Agustín.
Se fundó con el nombre de Academia Lauretana de Ciencias y Artes a iniciativa del doctor Evaristo Tadeo Gómez Sánchez, síndico procurador del cabildo de aquella ciudad, y se inauguró el 10 de diciembre de 1821 con una solemne función en el templo de la Compañía, ubicado en la plaza principal. El primer presidente fue el coronel intendente Juan Bautista de Lavalle y la ceremonia tuvo lugar en la sala del cabildo en donde se colocó la efigie de Nuestra Señora de Loreto, que había sido regalo de san Francisco de Borja a Arequipa. El doctor Gómez Sánchez escribió las constituciones y el Virrey José de la Serna aprobó la Academia el 13 de septiembre de 1822.
Debía constar de 50 socios y varios catedráticos que se reunían el primer día hábil de cada mes. Se creó una biblioteca, para lo cual Gómez Sánchez y otros socios regalaron las suyas. Pero pronto fue acusada de revolucionaria y hasta de herética y el cabildo le suprimió la pensión de 4000 pesos que le había concedido. Su situación precaria continuó, permaneciendo cerrada entre 1834 y 1839 y se extinguió en 1856. El Ilustre Colegio de Abogados de Arequipa se considera su sucesor.

## Hitos
- En 1830 fue elegido presidente el doctor Evaristo Gómez Sánchez y en la directiva estaban Juan Gualberto Valdivia, Manuel Amat y León y Manuel Ezequiel Rey de Castro.
- En 1831 fue elegido presidente el deán Juan Gualberto Valdivia.
- En 1832 fue elegido presidente Francisco Javier de Luna Pizarro, reemplazado en el mismo año por el coronel Manuel Amat y León quien fue reelegido en 1833.
- En 1832 los miembros de la Academia doctores Valdivia, Paz Soldán y Vargas organizaron la cátedra de Práctica Forense.
- Entre 1834 y 1839, años de los que no existen actas, Amat y León mantuvo la dirección de la academia y fundó el periódico El Restaurador que combatió al protector Andrés de Santa Cruz.
- En octubre de 1840, tras la caída de la Confederación Perú-boliviana, la Academia se reunió y luego dejó tener sesiones regulares hasta 1848.